# الخلية الأم العقدية
الخلايا الأم العقدية (GMCs) هي خلايا تشارك في تكوين الخلايا العصبية. عند غير الثدييات، والتي تنقسم مرة واحدة فقط لتكوين خليتين عصبيتين، أو خلية عصبية واحدة وخلية دبقية واحدة أو خليتين دبقيتين، وهي موجودة فقط في المركز الجهاز العصبي. كما أنها مسؤولة عن تعبير عامل النسخ. في حين أن كل خلية أم عقدية تؤدي بالضرورة إلى تكوين خليتين عصبيتين، فإن الأرومة العصبية يمكن أن تنقسم بشكل غير متماثل عدة مرات. الخلايا الأم العقدية هي نسل الخلايا العصبية من النوع الأول. تنقسم الأرومات العصبية بشكل غير متماثل أثناء عملية التطور الجنيني لتكوين الخلايا المعدلة وراثيًا. الكائنات المعدلة وراثيًا موجودة فقط في أنواع معينة وفقط خلال مراحل الحياة الجنينية واليرقية. أظهرت الأبحاث الحديثة أن هناك مرحلة وسيطة بين الخلايا الأم العقدية واثنين من الخلايا العصبية. تشكل الخلايا الأم العقدية خليتين من الخلايا العقدية والتي تتطور بعد ذلك إلى خلايا عصبية أو خلايا دبقية. درس تكوين الخلايا العصبية الجنينية على نطاق واسع في أجنة ويرقات الدروسوفيلا.

## الانقسام الانقسامي للخلايا العصبية في الدروسوفيلا
للخلايا الوليدة للأرومة العصبية مصيران عصبيان مختلفان تمامًا. يتحقق ذلك من خلال محددات المصير العصبي، وهي بروتينات مهمة تفصل بشكل غير متماثل. أبرزها خدر الانقسام وبروسبيرو. توزع هذه البروتينات بالتساوي في الخلايا العصبية حتى يحدث الانقسام الفتيلي وتنقسم تمامًا إلى الخلايا الأم العقدية المتكونة حديثًا أثناء خدر الانقسام وبروسبيرو توطين في القشرة القاعدية التي ينطلق منها الخلايا الأم العقدية.
- الهالة أو الـ Numb هي مثبط لبروتين إشارة تسمى الثلمة أو الـ Notch. كبح إشارات الشق يسمح للخلايا الوليدة بالتفاعل مع نفس الإشارة بطرق مختلفة، ما يسمح لها بالحصول على مصائر عصبية مختلفة.
- البروسبيرو مسؤول عن تنظيم الجينات في الخلايا الأم العقدية.
- يعمل كلا هذين البروتينين مع بروتينات المحول التي تسهل انتقالها إلى القشرة القاعدية أثناء الانقسام المتساوي. هذه البروتينات هي ميراندا وبون.
- توطن الميراندا بشكل أساسي خلال الطور البيني ثم ترتبط بالبروسبيرو، وترسيخها في القشرة القاعدية. بمجرد إنشاء الخلايا الأم العقدية، تصدر الميراندا إصدار البروسبيرو، الذي يوزع بالتساوي في جميع أنحاء الخلية الجديدة، وتتحلل الميراندا.
- يرتبط Pon المعروف أيضًا باسم شريك الـ Numb بـ Numb ويشترك في توطينه أثناء الانقسام المتساوي.